# Original Album Series (Loretta Goggi)
Original Album Series è un box raccolta di Loretta Goggi, pubblicato nel 2010, facente parte di una serie di raccolte Boxset pubblicate in versione rimasterizzata, composte da cinque album estratti dal catalogo degli artisti Warner Music Group, in molti casi mai pubblicati su CD.
Il disco è stato pubblicato in un'unica edizione in CD Boxset cartonato, con il numero di catalogo 5052498-0712-5-8, e contiene cinque album incisi negli anni ottanta e novanta per l'etichetta WEA Italiana e Fonit Cetra: Il mio prossimo amore (1981), Pieno d'amore (1982), Donna io donna tu (1988) (pubblicati per la prima volta in CD), Punti di vista (1989) e Si faran... canzone (1991).

## Tracce
CD 1 - Il mio prossimo amore (1981):
1. Il Mio Prossimo Amore
2. Assassina
3. Se mi sposerò
4. Nun t'allargà
5. E pensare che ti amo
6. Maledetta Primavera
7. Penelope
8. Ti voglio non ti voglio
9. Ora settembre

CD 2 - Pieno d'amore (1982):
1. Pieno d'amore
2. E l'aeroplano va via
3. E c'è di mezzo il mare
4. Solo un'amica
5. Stralunata Roma
6. Oceano
7. Solito amore
8. Arrivederci stella del nord
9. Io voglio di più

CD 3 - Donna io Donna tu (1988):
1. Ma prima o poi
2. Sarà
3. Donna io Donna tu
4. Mama
5. Da qui
6. Free shop
7. Questa notte dormo qui
8. Ad occhi chiusi
9. Con più cuore

CD 4 - Punti di vista (1989):
1. Il mio uomo
2. Poter dividere
3. E mi piaci tu
4. Caro amore
5. Desideri
6. Ottocento
7. Fino all'ultimo respiro
8. Questo show
9. Grande
10. Passi

CD 5 - Si Faran... Canzone (1991):
1. Storie all'italiana
2. Resto da sola
3. Terrazza sopra al mare
4. Susina blue
5. Si Faran... Canzone
6. Come amano le donne
7. Il grande potere
8. Temporale
9. Ripassi domani